# 杉浦幸
杉浦 幸（すぎうら みゆき、1969年4月5日 - ）は、日本の女優、女流雀士、元アイドル歌手。
デビュー当時は、株式会社ホリプロに所属していたが1990年に退社。2011年2月をもって株式会社ファイブシーズン・プロダクションを退所し、2011年3月よりフリーで活動している。

## 人物

### 生い立ち
1969年（昭和44年）生まれ。東京都東村山市出身。出生地は東京都板橋区で、2歳の時に東村山市に転居。3歳年上の兄がいる。

### 経歴
中学卒業直後の1985年（昭和60年）4月、友人に誘われて雑誌『Momoco』の素人参加コーナーに応募する。当時の杉浦は美容師志望で芸能界入りへの興味はなく、ほんの軽い気持ちからの応募だったという。しかし、同年の『Momoco』5月号に登場し注目を集め（桃組出席番号1173番）、読者による人気投票で1位を獲得する。
その後、Momoco編集部預かりでグラビアの仕事をした後、ホリプロに入社。同年12月、フジテレビ系の大映ドラマ『ヤヌスの鏡』で主役に抜擢され芸能界デビューを果たす。
翌年の1986年（昭和61年）1月には、シングル『悲しいな』でアイドル歌手としてもデビュー。同曲はオリコンのウィークリーチャートで4位となり、15万枚を売り上げた。「あ、まなざし」というキャッチコピーのもと、あどけない顔立ち、少し不安そうな切ない表情が同世代を中心に人気を得る。
『Momoco』誌上では、西村知美、島田奈美とともに「桃組三人娘」と呼ばれ、清純派アイドルとして扱われていた。しかし、本人曰く「デビュー前は不良」という経歴から、清楚なイメージを押しつけられることに苦痛を感じていたという。
1990年、当時の担当マネージャーが一方的に起こしたトラブルに巻き込まれ、それまで所属していたホリプロを退社して移籍。その後は以前からの趣味であるパチンコに傾倒し造詣を深め、パチンコ番組のMCやパチンコ雑誌への露出を増やしたことで「パチドル（パチンコ・アイドルの略称）」と称された時期もあった。
現在はバラエティー番組の活動を中心としながら、ネットラジオの出演や犬用グッズの通販会社を運営している。

## エピソード
- スポーツは苦手だったが、リレーだけは得意だったため、運動会でアンカーを務めたこともある[3]。
- 芸能界入りを決意したのは、中学生時代に自分をふった彼氏に「残念なことをした」と思わせたかったから、とも話している[3]。
- ラジオの収録中に山瀬まみを泣かせたという噂の流布について、杉浦自身は事実無根と否定している[7]。山瀬とはホリプロの同期で同い年だったということもあり、むしろ仲が良かったという[7]。
- アイドル時代は「桃組三人娘」の西村知美、島田奈美と仲が良く、時間があると電話や家に遊びに行ったり、互いのライブを観にいくなど親交が深かった[8]。
- ドラマ『このこ誰の子?』に出演していた際、相手役である岡本健一のファンからカミソリやゴキブリの死骸が送られて来たことがあり、酷いときには段ボール2箱分もあった。さらに、イベントでその岡本と一緒に登場したときには「帰れ!」と罵声を浴びせられ、非常に落ち込んだという[要出典]。
- ドラマ『ヤヌスの鏡』で共演した初井言榮には「（杉浦を）いじめないでください」と杉浦のファンから多くの手紙が届いた。劇中で、初井は杉浦演じる主人公を体罰をもって厳しくしつける厳格な祖母の役であった。実際には、杉浦がスタッフに叱られた際など庇ってくれたり、演技のアドバイスをしてくれるなど、「本当に優しい良い人で、大好きだった」と語っている[9]。
- 2003年にTBS『ロンロバハイティーンブギ』において、チャリティー番組『24時間テレビ』の楽屋で待機中、森川美穂と殴り合いになりかけたと明かしている。ADが制止してその場は収まったものの、本番に入ってからも森川とは目も合わせず、淡々と募金の呼びかけをしていたという。
- 2005年11月2日放送の『愛のエプロン』では80年代アイドル対決の回に初登場。オムレツとラザニアを作ったが、オムレツは味がまとまらず、ラザニアに使うパスタは生のままだったことに加え、チーズと間違えてバターをブロックごと大量に使用したため、バターがオーブンの熱で溶けて、油分が底に溜まってしまった。酷い味に仕上がり、ジャッジは最下位。それまでこの番組で多くのジャッジマンを悩ませたインリン・オブ・ジョイトイや初代ワーストエプロン女王である堀越のりを越えるとまで言われた。
- 2013年2月1日放送の『爆報! THE フライデー』では、『ヤヌスの鏡』で共演したホリプロの先輩でもあった大沢逸美が大嫌いだったと、今だから言える話として大沢本人の前で発言している。その理由として、当時大沢に挨拶を無視されたからだという[10]。現在は和解して共演の機会を持ち、大沢のブログに杉浦がコメントを寄せている[11][12]。
- パチンコにハマった切っ掛けは母親からによるもので、仕事終わりに迎えに来る母親がパチンコ屋で時間をつぶしていたのが、いつの間にか一緒に打つようになっていたと語っている[1]。

## 出演

### テレビドラマ
- ヤヌスの鏡（1985年12月 - 1986年4月、フジテレビ系・大映テレビ） - 小沢裕美 / 大沼ユミ 役（主演）
- このこ誰の子?（1986年10月 - 1987年3月、フジテレビ系・大映テレビ） - 杉浦葵 役（主演）
- 制作2部青春ドラマ班（1987年10月、テレビ朝日系） - るり 役
- 藤子不二雄の夢カメラ（1988年2月 - 3月、フジテレビ系・東映）
- はぐれ刑事純情派（テレビ朝日系・東映）
  - 第1シリーズ 第4話「ビデオ女優を探せ」（1988年）
  - 第3シリーズ 第2話「大阪悲歌〜パチスロの女」（1990年）
- 隠密・奥の細道 第12話「大砲轟く奥州路」（1988年、テレビ東京）
- 長七郎江戸日記 第50話「狸がくれた五千両」（1989年、日本テレビ系・ユニオン映画） - お春 役
- 女ねずみ小僧　第1話「闇夜の屋根から愛のおひねり」（1989年、フジテレビ系・C.A.L） - おこの 役
- 検事・若浦葉子 第10話「目撃者・嘘をつかないで! 私は無実です」（1991年、日本テレビ系・テレパック）
- 世にも奇妙な物語 「あの世への伝言サービス」（1991年、フジテレビ系）
- 必殺仕事人・激突! 第4話「八百屋お七の振袖」（1991年、ABC系・松竹） - お小夜 役
- いたずら電話をする女（TBS系）
- 風雲!江戸の夜明け（1989年1月 - 3月、テレビ東京） - 美雪 役（主演）
- 新春時代劇スペシャル 新吾十番勝負（1990年、テレビ朝日系） - 綾姫 役
- 続続・三匹が斬る! 第2話「若君とチンと松茸、草の根わけ探し出せ」(1990年、テレビ朝日系)  - お美代 役
- 火曜サスペンス劇場「眠れぬ夜のために」（1991年10月、日本テレビ系 / にっかつ撮影所）
- 仔犬のワルツ（2004年4月 - 6月、日本テレビ系） - 水無月律子 役
- 離婚しない男-サレ夫と悪嫁の騙し愛- 第3話（2024年2月3日、テレビ朝日系） - 美香 役[13]

### その他のテレビ
- パチプロ放浪記（CS放送：Bigチャンネル）
- パーラードンキホーテII年末年始大感謝祭 杉浦幸炎のリベンジ（CS放送：Bigチャンネル）
- 杉浦幸の必勝!パチ塾（CS放送：MONDO21）
- 玉パラワイド（2006年10月、京都放送） - パーソナリティー「Queen MIYUKI」として
- Oh!どや顔サミット（2012年1月27日・4月20日、ABC）

### 映画
- 湘南爆走族（1987年、東映） - 三好民子 役
- キスより簡単（1989年、東映） - 泉りいこ 役
- シャイなあんちくしょう（1991年、東映） - 出口みゆき 役
- ビーバップのおっさん (2022年)  - 丸川の妻 役

### ビデオシネマ
- ストロベリータイムス 杉浦幸の個人教授（1989年、バンダイビュジュアル）
- 危険な恋の物語（1992年、アズバーズ）
- 首都高速トライアル5 FINAL BATTLE（1992年、にっかつビデオ）
- 味見師竜馬 性のソムリエ（1996年、キングレコード）
- 浪花パチプロ 梁山泊4 全国制覇への幕開け（1997年、ケイエスエス）
- アクセル 〜ブチギレ女の暴走クラッシュ〜（2000年、レジェンド〜ピクチャーズ）
- 水月楼の酌婦たち（2012年、アタックゾーン）

### CM 他イメージモデルなど
- 資生堂（1985年）

TEEN'S STATION『リップアミュレット』イメージガール（店頭ポスター、ラジオCM、雑誌広告）
- グリコ協同乳業（1987年）

『カフェゼリー』

## ディスコグラフィ

### シングル
- 全てワーナー・パイオニアからリリース。

EP
| # | 発売日          | A/B面 | タイトル                 | 作詞     | 作曲     | 編曲     | 最高順位 (売上枚数) | 規格品番 |
| - | --------------- | ----- | ------------------------ | -------- | -------- | -------- | ------------------- | -------- |
| 1 | 1986年 1月27日  | A面   | 悲しいな                 | 売野雅勇 | 岸正之   | 若草恵   | 4位 (15万6千枚)     | L-1986   |
| 1 | 1986年 1月27日  | B面   | 初めまして               | 売野雅勇 | 中崎英也 | 若草恵   | 4位 (15万6千枚)     | L-1986   |
| 2 | 1986年 4月21日  | A面   | 4月列車                  | 秋元康   | 井上大輔 | 矢島賢   | 7位 (4万9千枚)      | L-1987   |
| 2 | 1986年 4月21日  | B面   | 私がいない               | 秋元康   | 井上大輔 | 新川博   | 7位 (4万9千枚)      | L-1987   |
| 3 | 1986年 7月21日  | A面   | 六本木十時軍             | 栃内淳   | 渡辺勝   | 矢島賢   | 13位 (3万枚)        | L-1988   |
| 3 | 1986年 7月21日  | B面   | 真夏のアマン             | 今村未仁 | 渡辺勝   | 矢島賢   | 13位 (3万枚)        | L-1988   |
| 4 | 1986年 11月17日 | A面   | 午前0時の I NEED YOU     | 栃内淳   | 西村麻聡 | 西村麻聡 | 23位 (1万7千枚)     | L-1989   |
| 4 | 1986年 11月17日 | B面   | √17                      | 栃内淳   | 古堅整   | 戸塚修   | 23位 (1万7千枚)     | L-1989   |
| 5 | 1987年 2月25日  | A面   | -045-                    | 田口俊   | 佐藤健   | 戸塚修   | 33位 (1万4千枚)     | L-1990   |
| 5 | 1987年 2月25日  | B面   | やさしすぎる、寂しすぎる | 麻生圭子 | 和泉常寛 | 戸塚修   | 33位 (1万4千枚)     | L-1990   |
| 6 | 1987年 6月10日  | A面   | 花のように               | 矢野顕子 | 矢野顕子 | 若草恵   | 14位 (3万2千枚)     | L-1991   |
| 6 | 1987年 6月10日  | B面   | 砂浜にルージュ           | 麻生圭子 | 佐藤健   | 若草恵   | 14位 (3万2千枚)     | L-1991   |
| 7 | 1987年 11月10日 | A面   | 18のSecret               | 伊秩弘将 | 伊秩弘将 | 若草恵   | 43位 (8千枚)        | L-1991   |
| 7 | 1987年 11月10日 | B面   | 愛してあげる             | 栃内淳   | 矢島マキ | 若草恵   | 43位 (8千枚)        | L-1991   |

CD
1. 悲しいな / 4月列車（1988年3月25日／10SL-112）
2. 六本木十時軍 / 午前0時の I NEED YOU（1988年3月25日／10SL-113）
3. -045- / 花のように（1988年3月25日／10SL-114）

### アルバム

#### ベスト・アルバム
|                 | タイトル                                       | 発売日         | 最高位 | 収録曲 |
| --------------- | ---------------------------------------------- | -------------- | ------ | --- |
| Best            | 幸STORY                                        | 1987年12月10日 |        | 01. 悲しいな 02. 二年目(ジンクス) 03. 六本木十時軍 04. 18のSecret 05. ナイーヴ(NAIVE) 06. 花のように 07. 午前0時の I NEED YOU 08. -045- 09. 4月列車 10. せつなさのPOSITION M-02,M-05,M-10 は未発表曲 |
| 20周年記念      | 20th Happy Anniversary STILL CONTINUING LIVING | 2005年12月21日 |        | 01. 悲しいな 02. 今夜はANGEL 03. やさしすぎる、寂しすぎる 04. 悲しいな (カラオケ) 05. 今夜はANGEL (カラオケ) 06. やさしすぎる、寂しすぎる (カラオケ) 07. From Miyuki 4 U 自主制作による、芸能界デビュー20周年記念アルバム M-01,M-03 セルフカヴァー M-02 椎名恵のデビューシングルで杉浦自身の女優デビ ュー作、テレビドラマ『ヤヌスの鏡』主題歌のカヴァー |
| Best            | 悲しいな コンプリート・シングルス              | 2015年3月4日   |        | 01. 悲しいな 02. 初めまして 03. 4月列車 04. 私がいない 05. 六本木十時軍 06. 真夏のアマン 07. 午前0時の I NEED YOU 08. √17 09. -045- 10. やさしすぎる、寂しすぎる 11. 花のように 12. 砂浜にルージュ 13. 18のSecret 14. 愛してあげる 15. 悲しいな (カラオケ) 16. 4月列車 (カラオケ) 17. 六本木十時軍 (カラオケ) 18. 花のように (カラオケ) 1987年発売の初のベストアルバム『幸STORY』から 28年目・歌手デビューより29年目にして、 CD音源未収録であったシングルB面を完全収録した、 初の全シングルAB面を収録したシングルコンプリート ベストアルバム。 |
| 30周年記念 Best | 30th Anniversary Complete CD＋DVD Box          | 2016年8月24日  |        | Disc1：First Disc2：Ten at Nite Disc3：newoman -新女類- Disc4：幸STORY＋6 Disc5：STILL CONTINUING LIVING Disc6：First（DVD） 歌手デビュー30周年、最新デジタル・リマスタリング作品。 ワーナー時代の全音源・映像作品。 映像作品として、ファースト・ビデオ『First』を初のDVD化。 『幸STORY』にはボーナストラックとして、「初めまして」 を除いたアルバム未収録のB面6曲を新たに収録。 さらに2005年発売の20周年記念盤CD『STILL CONTINUING LIVING』まで完全収録した全6枚組（CD5枚、DVD1枚）。                                                         |

&
lt;br />

#### 参加アルバム
- パチンコ・ミュージック・フロム・SANKYO SPECIAL〜愛のパチパチロック〜（1996年2月21日／KICA-1173）
  - 「愛のパチパチロック」収録（杉浦幸 with P.P.O.名義）。

### タイアップ曲
| 年     | 楽曲               | タイアップ                     |
| ------ | ------------------ | ------------------------------ |
| 1987年 | 花のように         | グリコ協同乳業・CMソング       |
| 1996年 | 愛のパチパチロック | パチンコ「アクダマンSP」挿入歌 |

## ビジュアル

### DVD〜VIDEO
- First(1986年、VHS〜β〜LD、ワーナーパイオニア)
- Siglo de oro 金色の時刻(とき)(1989年、VHS、東宝)
- アイドル黄金伝説(2001年、VHS、ブロードウェイ)
- WILLS 〜生まれたままのワタシ〜(2002年、VHS〜DVD、竹書房)
- ヌード〜メイキング〜ビデオ(2002年、DVD)
- Mai lani(2003年、DVD、竹書房)ISBN 978-4812412602
- My Sweet Lover（2010年、日本メディアサプライ）
- BONHEUR（2012年6月、キングダム）
- 華〜HANA〜（2012年8月、キングダム）
- FLASH DVD 杉浦幸 妖艶NUDE in 台湾（2012年8月、光文社）FLASHスペシャル’12年盛夏号特別付録
- 密〜MITSU〜（2012年10月、キングダム）
- 雫〜SHIZUKU〜（2012年12月、キングダム）
- 輝きの瞬間 清水清太郎40周年記念フォトDVDシリーズ（2013年11月、ポニーキャニオン）

### 写真集
- MOMOCO特別編集 (1987年、学習研究社)
- 見つめられて18 (1987年、近代映画社)
- ロマン発色 (1987年、ワニブックス)
- 金色の時刻 (1989年、学習研究社)
- One Way Love (1991年、ワニブックス)
- VOYAGE (1992年、ワニブックス)
- Impressive 瞳を奪いたい (1993年、TIS)
- La ultima (2003年、ワニブックス) ISBN 978-4847027604
- quartus（2011年、双葉社）ISBN 978-4575303476
- La peau douce（2012年12月、竹書房）ISBN 978-4812492246